# 흔해빠진 세계관
흔해빠진 세계관(commonworld)는 대한민국 만화가 폴빠가 구축한 하이 판타지 세계관이다.
관련 작품으로 《흔해빠진 세계관 만화》, 《아스타드 왕립유랑극단》, 《새벽을 얽매는 뱀》의 3개 웹 만화가 연재되고 있다.

## 작중 설정

### 종족
인간
요정

### 지리
아스타드
작중 무대가 되는 대륙의 이름이다. 먼 옛날에는 대륙 전체가 아스타드 통일왕국의 깃발 아래 통일되어 있었다. 동서남북에 각각 존재하는 지형지물들로 인해 대륙 너머에 무엇이 있는지는 알려져 있지 않다.
동쪽 장벽
호흐반드 동쪽으로 펼쳐진 장벽. 호흐반드는 선조 때부터 이 장벽을 넘어가려고 땅굴을 파거나 다리를 짓거나 탑을 쌓는 등 사업을 벌였지만 매번 끔찍한 사고가 일어나 일을 완수하지 못했다. 마지막 계시가 이후 벽의 일부가 무너졌다.
서쪽 숲
대륙 서쪽에 울창하게 우거진 숲. 신인 생명이 직접 관리하는 성역이다. 인간들은 예로부터 서쪽 숲에 가까이 가면 엘프라는 도깨비들이 활을 쏘아 죽인다고 믿고 있었는데, 브리오덴 왕 린하르트 라이히르의 서쪽 원정 도중 엘프들의 존재가 실제로 밝혀진다.
남쪽 소용돌이
남쪽 섬나라 세글렌에서 30일을 꼬박 남쪽으로 내려가면 소용돌이가 바다를 가로막아 더 이상 내려갈 수 없다는 전설이 존재했다. 그레나즈 바드미가 실제로 가본 결과 소용돌이는 없었고, 여자 해적 유령 페이코가 모는 유령선이 존재한다.
북쪽 눈보라
북쪽 나라 피르벤의 북쪽으로 펼쳐진 설원과 산악지대. ‘검은 마녀’가 산 위에서 끊임없이 눈보라를 불러일으켜 아무도 그 너머로 가 본 적이 없다고 한다.

### 국가
바스보덴
요정들이 살던 "서쪽 숲"이 인간들과의 접촉으로 그대로 국가화되어 국제관계에 편입된 것이다.
선거군주제 국가이며, 책임이 막중한 왕이 되기를 서로 기피하여 자발적으로 왕위에 오르는 일이 드물다.
마지막 계시 당시 왕자 올라비가 왕위에 올랐고 계시 53년 후 시점에서도 여전히 재임 중이다. 국제사회 편입 이후 올라비는 인간 왕국들에 간첩들을 심어 보냈는데 이들이 대부분 비명횡사하거나 배신하여 성격이 매우 괴팍해졌다. 세글렌에 붙은 대사 레룸이 힌스트와 브리오덴 사이의 전쟁에서 힌스트를 지원해야 한다는 말을 전하자 올라비는 키우던 수리를 시켜 레룸의 눈을 파먹게 했다.
브리오덴
상징색은 붉은색, 상징물은 사자. 시조는 루블린 라이히르.
그레고리 엘름의 고국이다. 라이히르 왕가가 다스리고 있으며, 고대 아스타드 통일왕국의 직계 후손이다. 린하르트 라이히르 왕 대에 고토 회복을 기치로 서쪽을 향해 정력적인 정복전쟁을 벌여 힌스트와 피르벤의 영토 상당 부분을 정복했다. 그러나 바스보덴 요정들의 발견 이후 린하르트는 돌연 원정을 그만두고 본국으로 돌아갔다.
마지막 계시 이후 과거 정복했던 영토들을 힌스트와 피르벤에게 반환하여 그들을 바스보덴으로부터의 방패막이처럼 삼았다.
계시 53년 후 시점에선 과거 힌스트에 볼모로 잡혀갔던 뢰베 왕녀가 선왕을 중독시켜 무력화시키고 선왕의 서자와 항쟁 끝에 승리하여 사실상 왕위를 차지했다. 뢰베는 힌스트에 대한 전면전을 계획하고 있다.
세글렌
상징색은 자주색, 상징물은 물고기. 시조는 율리안 바드미.
북쪽 대륙에서 남쪽으로 온 탐험가들이 "아글렌"을 세웠고, 이후 아글렌이 보다 남쪽의 섬 "세브나"를 정복하여 세글렌으로 개칭했다. 무역활동으로 남해의 패자라 불리는 지역 강국이 되지만 대륙의 강대국들과 비교해 절대적인 열세를 극복할 수 없기에 다른 약소국 호흐반드와 손잡고 각종 모략을 펼친다.
마지막 계시 시점에서 교단령을 배후조종하여 빛의 교단이 전쟁을 일으키게 만들어 브리오덴, 힌스트, 피르벤 등 강대국들에게 큰 피해를 입혔다. 이 전쟁의 결과 바스보덴이 국제사회에 편입되었다.
계시 53년 후 시점의 지도자는 플라나리 바드미 대공이다. 플라나리는 힌스트에 볼모로 잡혀 있던 뢰베를 탈출시킨 장본인으로, 뢰베가 브리오덴을 성장시켜 힌스트를 꺾으면 그 순간 뢰베를 암살, 양국의 국력을 모두 소진시키려는 계획을 세웠다.
피르벤
상징색은 초록색, 상징물은 드래곤. 시조는 산왕 가르강.
노르드와 유사한 문화를 가지고 있다. 병종은 보병으로만 이루어져 있으며, 자연사를 불명예스럽게 여긴다. 피르벤인들은 자신들이 용신 아스라트의 후예라고 믿는다. 민족성이 호전적이고 거칠며 상대적으로 남녀가 평등하다.
마지막 계시 당시 피르벤 왕 오그세논이 그동안 줄곧 대립하던 힌스트, 브리오덴과의 비밀동맹을 계획하여 사태 해결에 공헌했다.
호흐반드
상징색은 노란색. 상징물은 방벽.
동쪽 끝에 처박힌 약소국으로 사실상 브리오덴의 속국이다. 그래서 세글렌과 긴밀히 협력하며 온갖 막후 모략으로 자국의 이익을 확보하려 노력한다. 과거부터 동쪽 장벽을 넘어가려는 시도가 많이 이루어졌으나 매번 대형 참사로 인한 실패로 끝났다. 하지만 그 과정에서 상당한 건축 기술을 축적했다.
계시 53년 후 시점에서 장벽 일부가 무너졌으며, 왕이 원정대를 이끌고 장벽 너머로 간 뒤 돌아오지 않고 있다. 라니르 할벤 왕자가 임시 국가원수이고 그 삼촌 벤텔 할벤이 섭정을 맡고 있다.
힌스트
상징색은 파란색, 상징물은 백마. 시조는 빈스덴 이스겐.
대륙 한복판을 차지한 강대국이다. 대초원을 기반으로 대규모 기마병을 운용한다.
마지막 계시 당시 교단의 발트라우스에게 국왕 바프랑 1세가 죽었다. 사태 해결을 위해 바프랑 2세는 피르벤의 오그세논과 동맹하여 양국의 적대관계를 매듭지었다. 전쟁 종료 이후 요정 라프너가 왕실 가정교사로 들어와서 간첩질을 했고, 그 사이 브리오덴 왕녀 뢰베가 힌스트의 볼모로 팔려와 왕자들에게 학대를 당했다.
계시 53년 후 시점에서 국가원수는 여전히 바프랑 2세이다. 막내왕자 브라빈 이스겐을 제외한 다른 왕자들이 모두 사고로 사망한 와중에 뢰베가 복수를 위해 쳐들어와 전쟁이 벌어졌다.

### 마법
백마법
빛의 권능을 빌어 행하는 마법이다. 상징물은 여덟 방향으로 뻗어나가는 빛을 형상화한 십자가.
빛의 4번째 강림 때 앞으로 너희들 알아서 해먹고 살라고 마법의 권능을 던져주고 가버렸다. 용법은 실로 다양해서 사람을 살릴 수도 있고 죽일 수도 있다. 제물이 필요하다는 언급이 나오는데 이에 대한 설정은 상세히 밝혀져 있지 않다.
빛의 교단의 사제들이 백마법사이며, 마법의 오남용을 막기 위해 이단심문소가 설치되었다. 마지막 계시 이후 빛이 마법의 권능을 거둬감에 따라 백마법은 사라졌고 빛의 교단도 몰락했다.
흑마법
어둠의 권능을 빌어 행하는 마법이다.
어둠이 악신으로 취급되다 보니 어둠을 숭배하는 종교 및 그 마법일 흑마법에 대해서도 알려진 바가 거의 없다. 어둠의 신자가 빛의 교단 이단심문소에 붙잡힌 적이 있지만 헛소리만 하다가 처형당했다.
적마법
생명의 권능을 빌어 행하는 마법이다. 상징물은 나무와 물방울.
먼 옛날 요정 노툰이 생명과 말장난을 해서 얻어냈고, 노툰의 제자 클라렛이 최초의 적마법사이자 제1대 적마법회 대모가 되었다.
타인의 상처를 치료하는 힐러 마법. 그러나 그 대가로 자기 수명이 깎인다. 하루가 지나면 나을 상처를 적마법으로 즉시 치료하면 마법 시전자의 수명이 하루 깎이는 식이다. 죽은 사람을 살릴 수도 있지만 이렇게 되면 시전자의 목숨을 통째로 내놓아야 하기 때문에 남을 살리고 나는 죽어야 한다. 또 함부로 살생하면 주신인 생명의 진노를 살 수 있기에 섵불리 함부로 행동하지도 못한다. 이런 이유들로 인해 적마법사들은 서쪽 숲 속에서도 깊숙한 곳으로 들어가 다른 요정 사회와 단절된 히피같은 생활을 하고 있다. 다른 요정들 역시 이런 적마법사들을 백안시한다.
마지막 계시 이후 백마법과 청마법이 소실되었기에 현재 그 존재를 확실히 알 수 있는 것은 적마법 뿐이다.
청마법
죽음의 권능을 빌어 행하는 마법이다. 상징물은 저울과 낫.
먼 옛날 요정 노툰이 생명과 말장난을 해서 얻어냈고, 노툰 본인이 최초의 청마법사가 되었다.
무언가를 죽여서 주신 죽음에게 제물을 바치면 그 대가로 죽음이 시전자가 죽인 만큼의 또다른 생명을 죽여준다. 청마법을 사용하려면 죽음과 계약해 죽어야 하기 때문에 청마법사들은 모두 살아있는 시체다. 몸은 시체가 되었지만 정신이 그대로 박제되어 철저히 이성적인 사유를 할 수 있기에 오랜 세월동안 요정 왕실의 조언자 역할을 해왔다. 요정 군부인 숲지기와는 대립하는 관계다.
마지막 계시 당시 죽음이 권능을 거두어가 청마법사들이 집단자살함으로써 맥이 끊겼다.